# Thalamoporella granulata
Thalamoporella granulata är en mossdjursart som beskrevs av Levinsen 1909. Thalamoporella granulata ingår i släktet Thalamoporella och familjen Thalamoporellidae. Inga underarter finns listade i Catalogue of Life.